# پرویز مرزبان
پرویز مرزبان (۱۲۹۶–۱۳۹۲) مترجم، مفسر و استاد هنر دانشگاه‌های ایران بود.

## زندگی
پرویز مرزبان، فرزند امین‌الملک (اسماعیل مرزبان)، در سال ۱۲۹۶ در تهران به دنیا آمد. مرزبان تحصیلات متوسطه را در رشتهٔ زبان و ادبیات فرانسه انجام داد و در سال ۱۳۱۹ از دانشسرای عالی در رشتهٔ زبان انگلیسی موفق به اخذ لیسانس شد. مرزبان در مهرماه سال ۱۳۲۳ با نوهٔ عمویش، خانم «یگانه»، ازدواج کرد. در سال‌های ۱۳۴۰-۱۳۱۶ به‌طور مستمر در دبیرستان‌های تهران به تدریس زبان و ادبیات فارسی، فرانسه، و انگلیسی اشتغال داشت. همچنین در طول سال‌های ۱۳۴۰ تا ۱۳۷۳ به آموزش زبان و ادبیات انگلیسی و تاریخ و نقد هنر را در دانشگاه‌ها پرداخته است. پرویز مرزبان را بسیاری از اهالی هنرهای نقاشی و تصویری دایره المعارفی زنده از هنرهای تجسمی می‌دانستند. حاصل ۵۰ سال تألیف و ترجمهٔ او چاپ و انتشار کتاب‌هایی است که هریک در حوزهٔ خود کتابی مرجع به حساب می‌آیند. برای اولین بار، او بود که ایرانیان را با گسترهٔ وسیع هنر جهان، از دوران آغازین تاریخ هنر تا مکاتب متأخر قرن بیستم، آشنا کرد. دکتر پرویز مرزبان، سرانجام در روز پنجشنبه، پنجم اردیبهشت سال ۱۳۹۲ در سن ۹۶ سالگی در بیمارستان آتیه تهران درگذشت و در قطعه ۱۴، ردیف ۸۰، شماره ۳ بهشت زهرای تهران به خاک سپرده شد.

## کتاب هنرهای ایران
در این کتاب، همه جلوه‌های شگفت‌انگیز هنرهای ایرانی از پیش از تاریخ و ایران باستان تا عصر اسلامی، برای نخستین بار در مجلدی واحد و در نوزده بخش، به طرزی مرتبط با هم و مکمل یکدیگر، مورد بررسی و تحقیق قرار گرفته‌است. مقالات کتاب به قلم بیست تن از کارشناسان سرشناس بین‌المللی نوشته شده‌است که هر یک در زمینه تخصصی خود از معماری و گچبری و پیکره سازی عهد باستان گرفته تا قالی بافی و نقاشی و نساجی و فلزکاری و سفالگری و هنرهای نسخه پردازی و شیشه گری دوران بعد، اثری مستند و آموزنده و معتبر و دلپذیر با بیش از ۱۷۰ لوح رنگی، بر آثار «هنرهای زیبا» و «هنرهای کاربردی» جهان افزوده‌اند.

## تألیفات
آثار تألیف و ترجمه‌ای:
- «نظری به هنر نقاشی» نوشته کاترین گیبسون (۱۳۳۴)
- «معلم و شاگرد» نوشته گیلبرت‌هایت (۱۳۳۵[۸]
- «سیر تمدن» نوشته رالف لینتون (۱۳۳۷)[۹]
- «تاریخ هنر» نوشته اچ. دبلیو. جنسن (۱۳۵۹)
- فرهنگ مصور هنرهای تجسمی (۱۳۶۵)
- «معنی زیبایی» نوشته اریک نیوتن (۱۳۶۶)
- خلاصه تاریخ هنر (۱۳۶۷)
- «هنرهای ایران» نوشته ر. دبلیو. فریه (۱۳۷۴)، (این کتاب در دوره چهاردهم کتاب سال جمهوری اسلامی ایران، از طرف وزرات فرهنگ و ارشاد اسلامی معرفی و برگزیده شده‌است)
- «باغ‌های خیال: هفت قرن مینیاتور ایران» (ای. کورکیان؛ ژ.پی. سیکر) (۱۳۷۷)
- «تاریخ تمدن – جلد ۶ - اصلاح دینی» نوشته ویل دورانت – آریل دورانت
- «تاریخ تمدن – جلد ۸ - عصر لویی چهاردهم» نوشته ویل دورانت – آریل دورانت
- «مردانی که دنیا را عوض کرده‌اند» نوشته اگون لارسن[۱۰]
- ترجمه و ویرایش سلسله مقالات هنری ویژگی اثر: (از یک جلد از بریتانیکا برای دایرةالمعارف اسلامی)
- تنوع تجارب تجسمی - نوشته ادموند بورک فلدمن